# Вейдерма, Михкель Александрович
Михкель Александрович Вейдерма (Mihkel Veiderma; 27 декабря 1929 — 25 октября 2018) — эстонский химик, член Академии наук Эстонии.

## Биография
Родился в Таллине в многодетной семье государственного служащего. Окончил реальную школу (1948) и химический факультет Таллинского технологического университета (1953).
В 1953—1960 работал на химическом комбинате Маарду, с 1956 гл. инженер.
С 1960 в Таллинском техническом университете: доцент кафедры химической технологии, в 1972—1997 профессор и заведующий кафедрой неорганической и аналитической химии, в 1978—1983 и 1965—1992 декан химического факультета, с 1997 эмеритарный профессор.
В 1965 году в Институте удобрений и инсектофунгицидов защитил кандидатскую диссертацию («Оболовые фосфориты, их свойства и гидротермическая переработка»), в 1972 г. там же — докторскую диссертацию на тему «Исследование обработки фосфолипидных фосфатов в фосфатах и кормовых фосфатах».
Профессор (1973). В 1975 году избран членом Академии наук Эстонской ССР. в области неорганической химии.
В 1992—1994 директор Канцелярии Президента Республики.
С 1988 по 1999 год вице-президент Академии наук Эстонии, с 1999 по 2004 год — Генеральный секретарь, в 2004—2009 член Совета.
Сочинения:
- Месторождение фосфоритов [Текст] / [Вейдерма М. А. и др.], ; Гос. ком. СССР по науке и технике, АН СССР ; науч. ред. проф. В. П. Петров. — Москва : ВИНИТИ, 1988. — 147 с. : ил.; 21 см. — (Неметаллические полезные ископаемые / ВИНИТИ; Т. 6) (Итоги науки и техники : Сер.).